# Jacquette Reboul
Jacquette Reboul, née à Valence le 5 décembre 1937, morte en 2022, est une écrivaine française, poétesse et essayiste.
Conservatrice en chef à la bibliothèque de la Sorbonne, elle publie essentiellement des recueils de poésie, mais aussi des études sur la bibliographie et sur la critique littéraire.

## Biographie
Jacquette Rebout naît le 5 décembre 1937 à Valence, dans le département français de la Drôme. Elle effectue des études de philosophie à la Sorbonne.
Bibliothécaire, elle est d'abord conservatrice de bibliothèque à l'université de Rennes. Elle devient ensuite conservateur en chef à la bibliothèque de la Sorbonne.
Comme poétesse, pour Jean-Luc Maxence, elle est en recherche spirituelle, en quête d'espérance dans « ce monde absurde » selon elle. Il la dit « poétesse trop discrète dans un siècle de tapages superficiels » et « jardinière d'étincelles qui sait deviner l'invisible ». J.-L. Maxence incorpore deux de ses poèmes, S'il m'était donné et Cathédrales, dans son Anthologie de la poésie mystique contemporaine.
Dans son ouvrage Du bon usage des bibliographies, Jacquette Reboul présente en 1973 un travail qui va bien au-delà de ce qui existe alors sur le sujet dans le domaine de l'édition, selon Gilbert Nigay. Pierre Langlois souhaite que ce livre soit très largement répandu et utilisé, mais le trouve un peu long pour les étudiants. Jacquette Reboul annonce aussi l'usage inéluctable des ordinateurs en bibliographie, ce que Langlois considère comme une menace. 
Elle publie en 1986 une étude sur la critique littéraire, intitulée Critique universitaire et critique créatrice, où elle décrit la « critique universitaire » comme nécessaire mais insuffisante, et vante ce qu'elle appelle la « critique créatrice » en présentant les exemples de Paul Valéry, André Breton, Gaston Bachelard et Roger Caillois. Claude Bonnin juge ce débat dépassé, comportant de louables aspirations mais n'apportant rien de nouveau sur le sujet.
Jacquette Reboul meurt le 21 novembre 2022 à Montreuil en Seine-Saint-Denis.

## Œuvres
- Le Lever de l'aurore, 1969.
- Le Vieux Roi, 1972.
- À l'intérieur de la vue, petites proses, 1973.
- Du Bon usage des bibliographies, 1973.
- La Nuit scintille, 1975 — prix Antony-Valabrègue 1976.
- La Visite, 1976.
- Les Cathédrales du savoir ou les Bibliothèques universitaires de recherche aux États-Unis, 1982.
- L'Apprentie sorcière, 1982.
- La liberté pour l'ombre, 1984.
- Critique universitaire et critique créatrice, 1986.
- Face à face, 1986.
- L'Œil du monde, 1989.
- Raison ardente, 1992.
- Cristal, 1996.
- Psyché, 2001.
- Ta solitude et le monde, 2002.
- La mort en Inde, 2003.
- Le chemin, 2007.
- Énigme de l'oracle, 2010.